# Ali Sodzsáj
Ali Sodzsáj ((perzsául: ناصر نورایی), 1953. március 23. –) iráni válogatott labdarúgó.

## Pályafutása

### Klubcsapatban
1973 és 1976 között a Zob Ahan Iszfahán csapatában játszott. 1977 és 1978 között a Szepáhán játékosa volt. Az iráni forradalmat követően véget ért a pályafutása.

### A válogatottban
1977 és 1978 között 5 alkalommal szerepelt az iráni válogatottban. Részt vett az 1978-as világbajnokságon, de nem kapott lehetőséget egyik csoportmérkőzéseken sem.